# Período Especial em Cuba

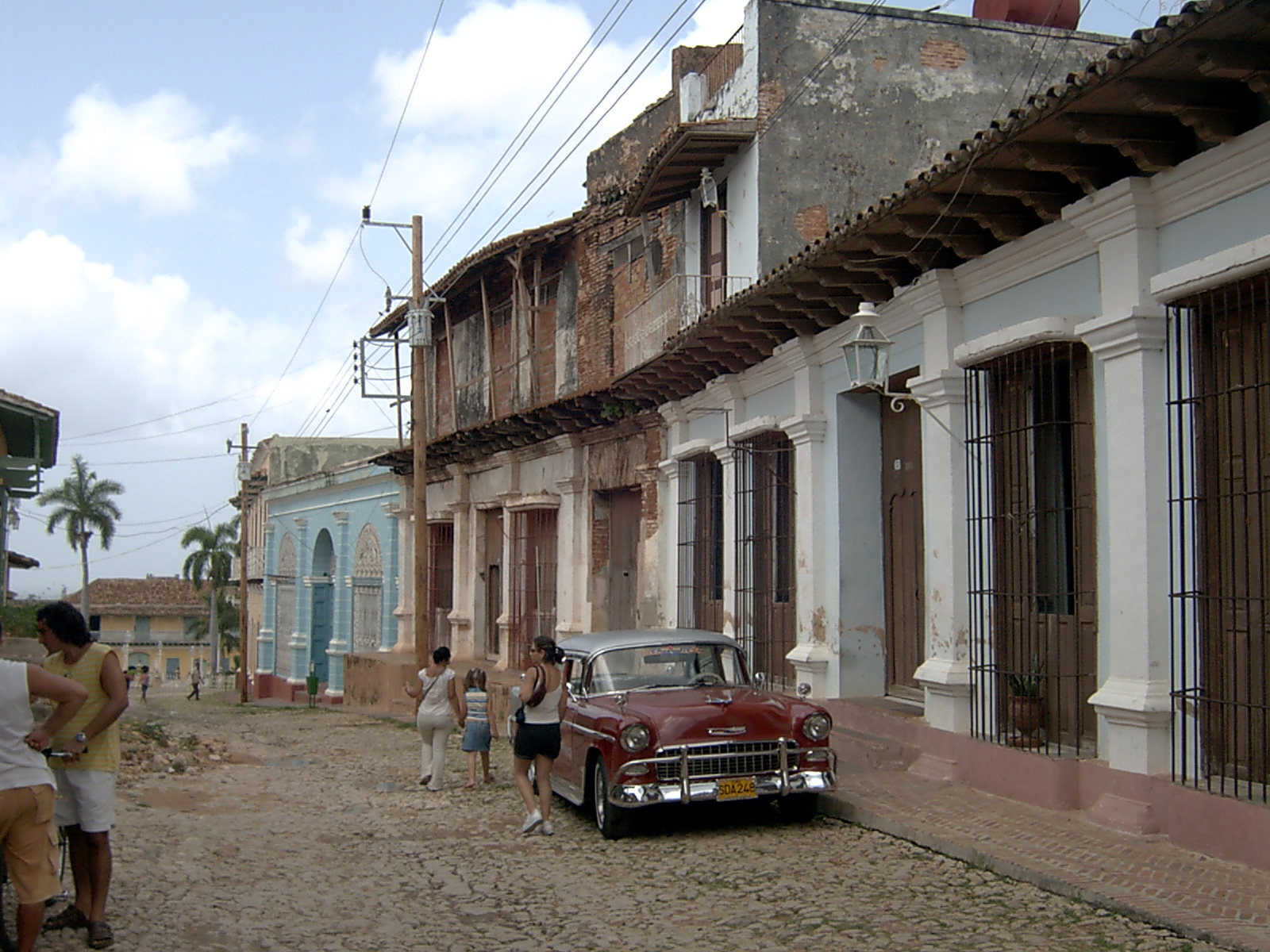
Uma rua em Trinidad, Cuba, em 2006

O Período Especial em Tempos de Paz (em castelhano:  Período Especial en Tiempos de Paz) em Cuba foi o período de crise econômica que começou em 1989 principalmente devido à dissolução da União Soviética e, por extensão, do COMECON, e que se estendeu ao longo dos anos 90. A depressão econômica do Período Especial foi mais grave no início e meio da década de 1990, antes de diminuir ligeiramente a severidade no final da década. Foi definido principalmente pela grave escassez de recursos energéticos hidrocarbonetos sob a forma de gasolina, diesel e outros derivados petróleo que ocorreram após a implosão econômica dos acordos entre a União Soviética rica em petróleo e Cuba. O período transformou radicalmente a sociedade cubana e sua economia, pois exigiu a modificação  da agricultura, em virtude da falta de equipamentos e insumos para a lavoura, a diminuição do uso de automóvel, e revisou a indústria, a saúde e a dieta em todo o país. As pessoas foram forçadas a viver sem muitos bens para os quais se acostumaram.
O comércio de Cuba com os países do COMECON, do qual fazia parte desde 1972, totalizava por volta de 85% do seu comércio exterior. Com o fim dos seus antigos parceiros econômicos, as consequências do bloqueio econômico dos Estados Unidos a Cuba passaram a ter um forte efeito. Foi dado o nome "Período Especial em Tempos de Paz" em referência ao plano de sobrevivência formulado durante a Guerra Fria, o "Período Especial em Tempos de Guerra", para caso irrompesse uma guerra entre os Estados Unidos e a União Soviética, onde Cuba estaria, muito provavelmente, sob bloqueio absoluto.

## Visão geral

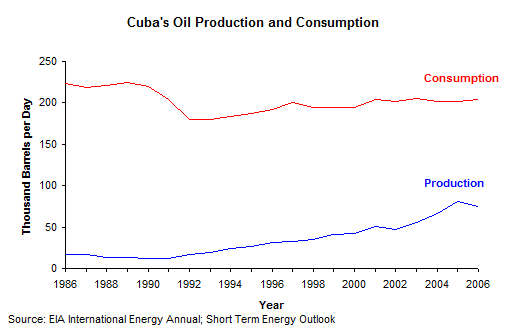
Produção e consumo de petróleo em Cuba

A dissolução da União Soviética atingiu severamente a Economia de Cuba. O país perdeu aproximadamente 80% de suas importações, 80% de suas exportações e seu Produto Interno Bruto caiu 34%. As importações de alimentos e medicamentos  foram interrompidas ou diminuíram severamente. O maior impacto imediato foi a perda de quase toda importação de petróleo oriunda da União Soviética; As importações de petróleo de Cuba caíram para 10% dos valores anteriores a 1990.  Cuba  reexportava qualquer petróleo soviético que não consumia para outras nações com fins lucrativos, o que significa que o petróleo foi o segundo maior produto de exportação de Cuba antes de 1990. Uma vez que a Federação Russa restaurada emergiu da antiga União Soviética, sua administração deixou imediatamente claro que não tinha intenção de entregar petróleo que a URSS sempre garantira a Cuba; isso resultou em uma diminuição do consumo cubano em 20% do nível anterior num prazo de dois anos. O efeito foi sentido imediatamente. Totalmente dependente do combustível fóssil para operar, os principais fundamentos da sociedade cubana - seus transportes, sistemas industriais e agrícolas - foram paralisados. Houve grandes perdas de produtividade tanto na agricultura cubana - que era dominada por modernos tratores e colheitadeiras, todos dependentes do petróleo para que funcionassem - como na capacidade industrial cubana.
Os estágios iniciais do Período Especial foram definidos por uma desagregação geral nos setores de transporte e agricultura, fertilizantes e estoques de defensivos agrícolas (ambos fabricados principalmente a partir de derivados do petróleo) e uma escassez generalizada de alimentos. A agricultura orgânica foi implementada por ordem do governo cubano, suplantando a antiga forma industrializada de agricultura em que os cubanos se acostumaram. Readequação da cadeia produtiva, permacultura, e  modos inovadores de transportes públicos tiveram que ser desenvolvidos rapidamente. Por um tempo, esperar um ônibus podia demorar três horas, as quedas de energia podiam durar até dezesseis horas, o consumo de comida foi reduzido para um quinto do seu nível anterior e o cubano médio perdeu cerca de nove quilogramas. Apesar de a inanição ter sido evitada, a  fome persistente, algo não visto desde antes da Revolução Cubana, de repente tornou-se uma experiência diária e, inicialmente, desnutrição em crianças com menos de cinco anos ficou evidente após apenas algumas semanas dessa falta de alimentos.
Na época, a lei dos Estados Unidos permitia ajuda humanitária na forma de comida e remédios por grupos privados. Então, em março de 1996, a Lei Helms-Burton impôs novas penalidades às empresas estrangeiras que faziam negócios em Cuba e permitiu que cidadãos dos EUA processassem investidores estrangeiros que usassem bens oriundos de propriedade americana apreendida pelo Governo Cubano após a Revolução Cubana.
O governo cubano também foi forçado a contratar negócios econômicos e turísticos mais lucrativos com várias nações da Europa Ocidental e América do Sul  na tentativa de ganhar divisa estrangeira necessária para substituir a perda petróleo soviético através dos mercados internacionais. Além disso, diante de uma quase eliminação de materiais importados como aço e de outros estoques baseados em minério, Cuba fechou refinarias e fábricas em todo o país, eliminando o braço industrial do país e milhões de empregos. O governo então procedeu a substituir esses empregos perdidos por empregos na agricultura mecanizada e outras iniciativas locais, mas esses postos de trabalho muitas vezes não remuneraram bem, e os cubanos em geral ficaram economicamente mais pobres. Os transportes alternativos floresceram, mais notavelmente, os caminhões de tratores  de 18 rodas adaptados para ônibus, apelidados de "camelos", para transportar centenas de passageiros cada um. A alimentação, a carne e os produtos lácteos, sendo extremamente dependente dos combustíveis fósseis em seus métodos anteriores de produção (agricultura mecanizada), logo diminuíram na dieta cubana. Em uma mudança notável, por ser geralmente um anátema para os hábitos alimentares na América Latina, as pessoas da ilha adotaram dietas mais ricas em fibra, produtos frescos. Cuba já não precisava desesperadamente de açúcar  para obtenção de renda pois o programa de petróleo por açúcar que os soviéticos haviam contratado com Cuba se dissipou. Cuba diversificou sua produção agrícola rapidamente, utilizando antigos campos de [cana] para cultivar outros itens de consumo como laranjas e outros frutos e vegetais. O governo cubano também se concentrou mais intensamente na cooperação com Venezuela quando o socialista Hugo Chávez foi eleito presidente em 1998.

### Fome
Os cubanos tiveram que recorrer a comer qualquer coisa que pudessem encontrar. No zoológico de Havana, os pavões, o bisonte e até mesmo emas desapareceram. Os gatos domésticos cubanos desapareceram das ruas para as mesas de jantar.
O gado bovino na ilha foi consumido. Antes de 1959, Cuba possuía tantas cabeças de gado quanto pessoas. Hoje a carne é tão escassa que é um crime matar e comer uma vaca. Para combater o abate ilegal de gado, o governo estabeleceu severas penalidades. Uma pessoa pode obter mais tempo de prisão por matar uma vaca (10 anos de prisão) do que matar um humano. Aqueles que vendiam carne bovina sem permissão do governo poderiam pegar de três a oito anos de prisão. Consumidores de carne ilegal poderiam ser sentenciados de três meses a um ano de prisão.
A desnutrição do Período Especial criou epidemias, mas também teve efeitos positivos. Manuel Franco descreve o Período Especial como "o primeiro, e provavelmente o único, experimento natural, nascido de circunstâncias infelizes, onde grandes efeitos sobre diabetes, doenças cardiovasculares e mortalidade por todas as causas foram relacionados à perda sustentada de peso em toda a população como resultado de aumento da atividade física e redução da ingestão calórica ".
Um artigo no American Journal of Epidemiology diz que "durante 1997-2002, houve queda nas mortes atribuídas a diabetes (51%), doença cardíaca coronária (35%), acidente vascular cerebral (20%) e todos causas (18%). Também foi observado um surto de neuropatia e um aumento modesto na taxa de mortalidade todas as causas. Isso foi causado pela forma como a população tentou reduzir o estoque de energia sem reduzir o valor nutricional dos alimentos.
Uma carta publicada no Canadian Medical Association Journal (CMAJ) critica o American Journal of Epidemiology por não levar em consideração todos os fatores e diz que "a fome em Cuba durante o Período Especial foi causada por fatores políticos e econômicos semelhantes aos os que causaram uma fome na Coreia do Norte  em meados da década de 1990. Ambos os países eram administrados por regimes autoritários que negavam às pessoas comuns o alimento a que tinham direito quando a distribuição pública de alimentos desabou; entregue às classes de elite e às forças armadas. Na Coreia do Norte, 3% -5% da população morreu, em Cuba a taxa de mortalidade entre os idosos aumentou 20% entre 1982 e 1993. " O regime cubano não aceitou doações americanas de comida, remédios ou dinheiro até 1993. Trinta mil cubanos abandonaram o país; milhares morreram afogados ou foram mortos por tubarões tentando abandonar a ilha de Cuba em embarcações improvisadas no Mar do Caribe."
A nutrição caiu de 3.052 calorias diárias em 1989 para 2.099 calorias por dia em 1993. Outros relatórios indicam valores ainda mais baixos, 1.863 calorias por dia. Alguns estimaram que os muito velhos e os filhos receberam apenas 1.450 calorias diárias por minuto. O mínimo recomendado é de 2.100-2.300 calorias diárias.

## Maleconazo
Centenas de cubanos protestaram em Havana em 5 de agosto de 1994, alguns cantando "Libertad!" ("Liberdade"). O protesto, conhecido por Maleconazo, no qual alguns jogaram pedras na polícia, foi disperso pela polícia depois de algumas horas. Um artigo publicado no "Journal of Democracy" argumenta que este era o mais próximo que a oposição cubana poderia chegar a afirmar-se de forma decisiva.

## Resposta do governo
As ações imediatas tomadas pelo governo incluíam a transmissão de um anúncio da esperada crise energética uma semana antes da URSS notificar o governo cubano de que não entregaria a quota esperada de petróleo bruto. Cidadãos foram solicitados a reduzir o consumo em todas as áreas e usar transportes públicos e carona. Com o passar do tempo, a administração desenvolveu estratégias mais estruturadas para gerir a crise econômica / econômica de longo prazo, que se estendeu ao século XXI.

### Racionamento de alimentos
O Racionamento de alimentos foi intensificado. As dotações mensais para as famílias foram baseadas em requisitos mínimos básicos, conforme recomendado pelas Nações Unidas. No entanto, na pior das vezes, as rações compreendiam apenas um quinto desses montantes de consumo.

### Habitação, distribuição de terras e planejamento urbano
O custo de produção de cimento e a escassez de ferramentas e de materiais de construção aumentaram a pressão sobre a habitação que já era extensa. Mesmo antes da crise energética, as famílias viviam em pequenos apartamentos (muitos dos quais estavam em condições muito precárias) para se aproximarem de uma área urbana. Para ajudar a aliviar esta situação, o governo se dedicou à distribuição de terras, onde eles suplementaram as maiores fazendas de propriedade do governo com empresas privadas. Pequenas casas foram construídas em áreas rurais e foram fornecidas terras para encorajar as famílias a se mudarem, ajudar na produção de alimentos por si mesmas e venderem nos mercados locais dos agricultores.

### Transporte
Os cubanos estavam acostumados aos carros como um modo conveniente de transporte. Foi uma mudança difícil durante o Período Especial para se adaptar a uma nova maneira de gerenciar o transporte de milhares de pessoas para escola, para trabalhar e para outras atividades diárias. Com a constatação de que a comida era a chave para sobrevivência, o transporte tornou-se uma preocupação secundária e caminhar, e a carona tornaram-se a norma. Os veículos de propriedade privada não são comuns pois a propriedade não é vista como um direito, mas como um privilégio atribuído ao desempenho. Transporte público é criativo e assume os seguintes formatos:
- Carros - os antigos carros dos EUA comuns em Cuba são usados como táxis para transportar de seis para oito passageiros, parando em locais conforme necessário.
- Caminhões - toldos e degraus foram adicionados para acomodar mais passageiros e protegê-los dos elementos naturais.
- Bicicletas - 1,2 milhões de bicicletas foram compradas da China e distribuídas, bem como outro meio milhão produzido em Cuba.
- "Camelos" - Conversão de caminhão em veículos semelhantes a ônibus que transportam até 300 passageiros.
- Os veículos do governo levam passageiros conforme necessário.
- Cavalos e mulas são usados, bem como carruagens de bicicleta e cavalo, com licenças de táxi são numerosas em áreas urbanas e urbanas.
- A conveniência para o indivíduo passa a ser secundária ao uso eficiente da energia.

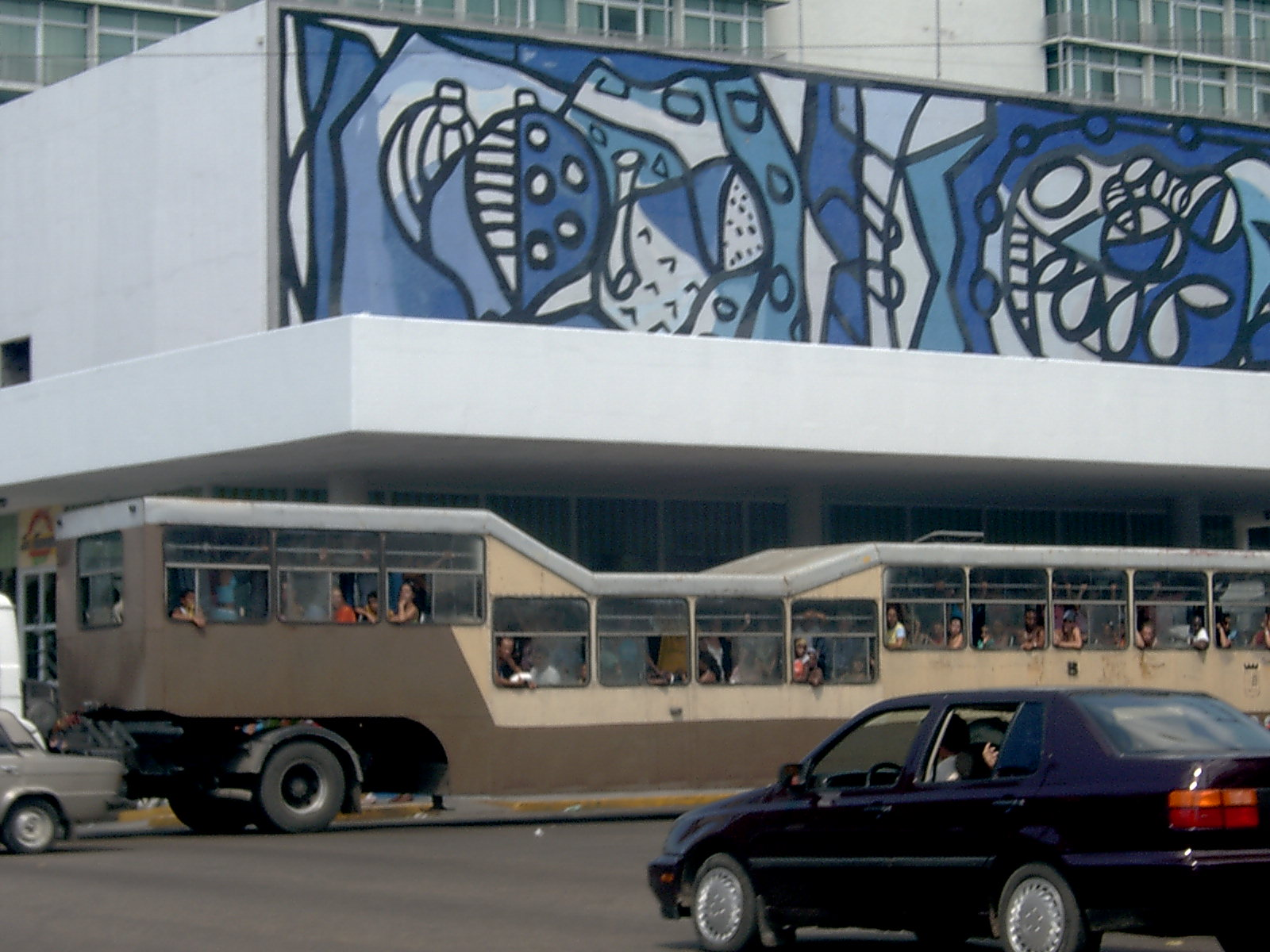
Os "camelos" (assim chamados por suas duas corcovas), ônibus rebocados que foram introduzidos no período.
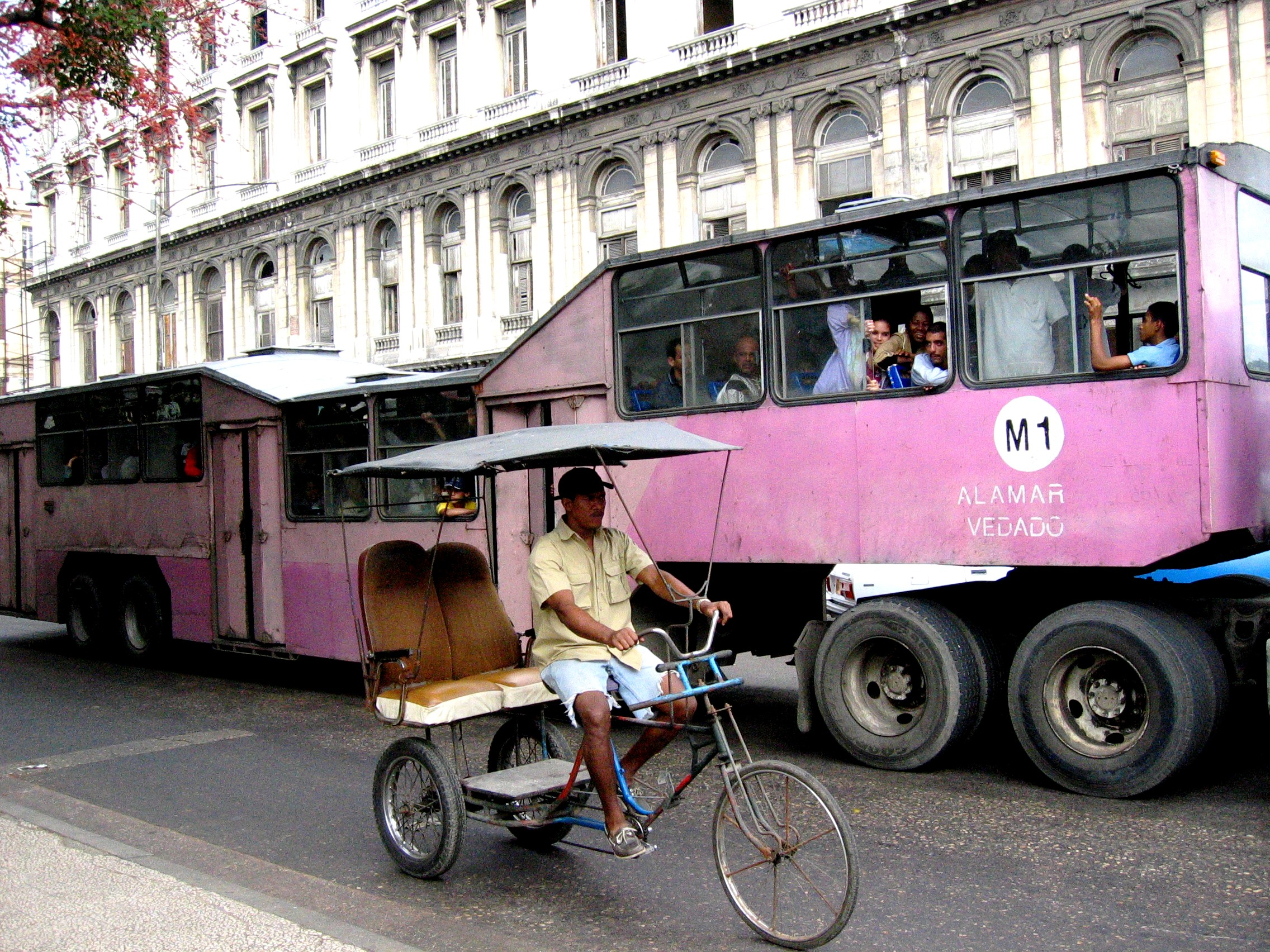
Um camelo e um táxi riquixá em Havana, 2005.
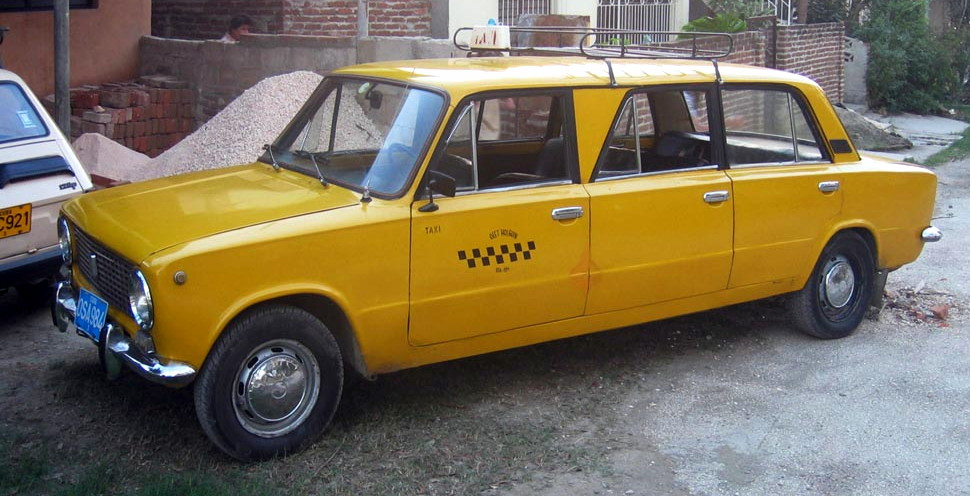
Uma limousine esticada Lada como táxi em Trinidad, Cuba, 2006.
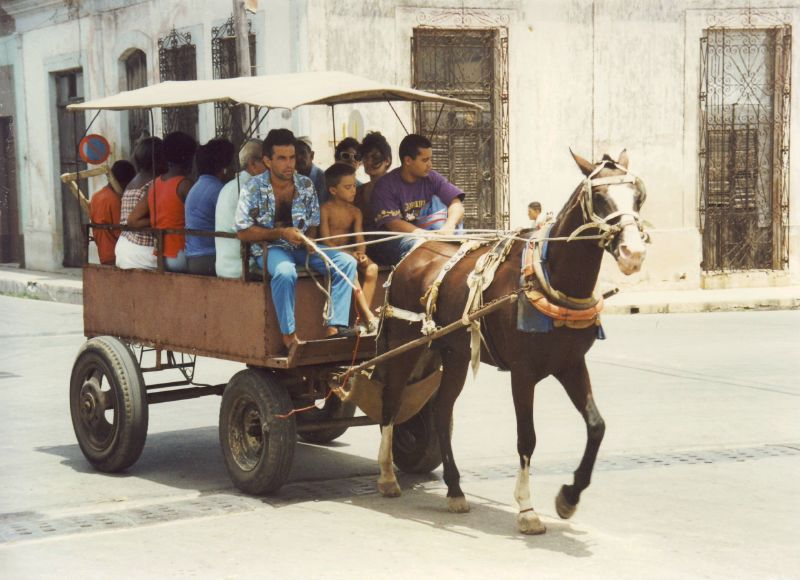
Um taxi puxado por cavalo em Varadero, 1994.
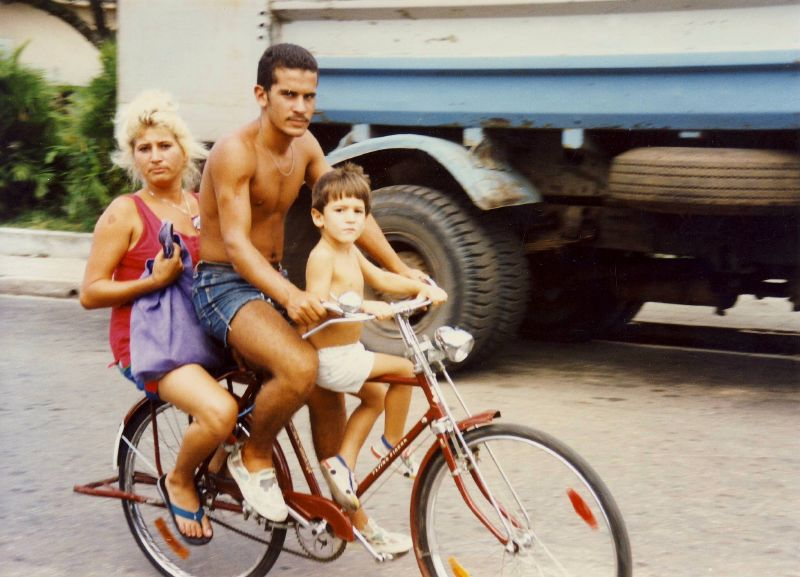
Uma família de três pessoas repartindo uma bicicleta, 1994.

### Citações
1. ↑  Henken, Ted (2008). Cuba: A Global Studies Handbook. [S.l.]: ABC-CLIO. p. 438. ISBN 9781851099849. Consultado em 30 de junho de 2014
2. ↑  Brito 2012, pp. 114, 116.
3. 1 2 3  Brito 2012, p. 114.
4. 1 2  Carmen Diana Deere. «Cuba's struggle for self-sufficiency - aftermath of the collapse of Cuba's special economic relations with Eastern Europe». Monthly Review. Consultado em 11 de dezembro de 2017. Arquivado do original em 7 de outubro de 2007
5. ↑  «Cuba's Special Period». www.historyofcuba.com. Consultado em 31 de dezembro de 2021
6. ↑  «Cuba Energy Profile». Energy Information Administration/EUA. Consultado em 11 de dezembro de 2017. Arquivado do original em 16 de novembro de 2010
7. ↑  Donovan, Sandy; Rao, Sujay; Sandmann, Alexa L. (2008). Teens in Cuba. [S.l.]: Capstone. p. 26. ISBN 9780756538514. Consultado em 1 de julho de 2014
8. ↑  Hillyard, Mick; Miller, Vaughne (14 de dezembro de 1998). «Cuba and the Helms-Burton Act» (PDF). Great Britain. Parliament. House of Commons. House of Commons Library Research Papers. 98 (114). 3 páginas. Consultado em 26 de junho de 2014. Arquivado do original (PDF) em 19 de agosto de 2000
9. ↑  
Garth, Hanna (2009). «THINGS BECAME SCARCE: FOOD AVAILABILITY AND ACCESSIBILITY IN SANTIAGO de CUBA THEN AND NOW». NAPA Bulletin (1): 178–192. ISSN 1556-4789. Consultado em 31 de dezembro de 2021
10. ↑  «Parrot diplomacy». The Economist. 24 de julho de 2008. ISSN 0013-0613. Consultado em 31 de dezembro de 2021
11. ↑  «Time for a (long overdue) change». The Economist. 30 de dezembro de 2008. ISSN 0013-0613. Consultado em 31 de dezembro de 2021
12. 1 2 3  «Drought and slaughter hurt Cuba's once-rich beef, milk industries». Consultado em 11 de dezembro de 2017. Arquivado do original em 6 de abril de 2009
13. ↑  Carroll, Rory (27 de setembro de 2007). «Economic crisis boost to health of Cubans». London: The Guardian. Consultado em 23 de maio de 2010
14. 1 2 3  Press, The Associated (6 de agosto de 1994). «Protesters Battle Police in Havana; Castro Warns U.S.». The New York Times (em inglês). ISSN 0362-4331. Consultado em 31 de dezembro de 2021
15. 1 2 3  «Health consequences of Cuba's Special Period». Canadian Medical Association Journal. 29 de julho de 2008. Consultado em 31 de dezembro de 2021
16. ↑  «Cuba's Food & Agriculture Situation Report» (PDF). Arquivado do original (PDF) em 12 de março de 2013
17. ↑  Carl Gershman and Orlando Gutierrez (1 de janeiro de 2009). «Can Cuba Change?» (PDF). Journal of Democracy. 20 (1). Consultado em 1 de janeiro de 2009. Cópia arquivada (PDF) em 18 de setembro de 2009